# پارسا
پارسا نامی پسرانه و فارسی است که به عنوان نام خانوادگی نیز به‌کار می‌رود. معنای این اسم (پرهیزگار، زاهد) است. افراد شاخص با این نام، از این قرارند:
- پارسا پیروزفر، هنرپیشه ایرانی
- پارسا تویسرکانی، شاعر و نویسندهٔ معاصر

- شعوانه پارسا، از زنان عارف سده دوم هجری
- علی پارسا، پژوهشگر
- فرخ‌رو پارسا، از وزیران آموزش و پرورش ایران
- نصرت پارسا، از خوانندگان افغانی
- احمد پارسا، بنیانگذار گیاهشناسی نوین ایران
- ریحانه پارسا، بازیگر